# Mengersgereuth-Hämmern
Mengersgereuth-Hämmern – dzielnica gminy Frankenblick w Niemczech, w kraju związkowym Turyngia, w powiecie Sonneberg. Do 31 grudnia 2011 była to samodzielna gmina.

## Współpraca
Miejscowość partnerska:
- Waldstetten, Badenia-Wirtembergia